# Marble Falls
Marble Falls is een plaats (city) in de Amerikaanse staat Texas, en valt bestuurlijk gezien onder Burnet County.

## Demografie
Bij de volkstelling in 2000 werd het aantal inwoners vastgesteld op 4959.
In 2006 is het aantal inwoners door het United States Census Bureau geschat op 7186, een stijging van 2227 (44.9%).

## Geografie
Volgens het United States Census Bureau beslaat de plaats een oppervlakte van
17,3 km², waarvan 15,9 km² land en 1,4 km² water. Marble Falls ligt op ongeveer 251 m boven zeeniveau.

## Plaatsen in de nabije omgeving
De onderstaande figuur toont nabijgelegen plaatsen in een straal van 12 km rond Marble Falls.